# Ернст Зіммель
Ернст Зіммель (нім. [ˈZɪməl]; 4 квітня 1882, Бреслау — 11 листопада 1947, Лос-Анджелес) — німецько-американський невролог і психоаналітик.

## Життя
Народився у Бреслау (Вроцлав). Має світське єврейське походження. Сім'я Зіммеля переїхала до Берліна в дитинстві.
Вивчав медицину та психіатрію в Берліні та Ростоці . Закінчив медичний факультет в 1908 році. Написав дисертацію на тему деменції.
У 1910 році він одружився з Алісою Секельсон.
У 1913 році він допоміг заснувати Товариство соціалістичних лікарів (VSÄ) і став одним із піонерів соціальної медицини .
Під час Першої світової війни він очолював психіатричну лікарню для жертв війни в Познані. Психоаналізу навчався самостійно. Започаткував використання психодинамічних категорій. На його новаторську роботу з лікування військового неврозу(з використанням психоаналітичних методів) звернув увагу Зигмунд Фройд. Фройд написав на основі його роботі «Групова психологія та аналіз его»
Після війни Зіммель пройшов тренінговий аналіз у Карла Абрахама — іншого провідного аналітика, який дуже високо оцінив серйозного молодого лікаря. Зіммель допоміг Аврааму і Максу Ейтінгону заснувати Берлінський психоаналітичний інститут в 1920 році. Це перша в світі психоаналітична клініка, яка надає безкоштовну аналітичну допомогу для потребуючих хворих: в періоді між 1920 і 1930 роками 1,955 консультацій проходило там. Зіммель зіграв зразкову роль в установі, наполягаючи з самого початку на конфіденційності та однаковому ставленні до тих, хто платить і до тих, хто отримує допомогу безкоштовно.
Зіммель був президентом Товариства лікарів-соціалістів з 1924 по 1933 рік і президентом Берлінського психоаналітичного товариства з 1926 по 1930 рік. У 1927 році він заснував санаторій у палаці Тегеля в Тегелі. Банкрутство змусило санаторій закритись в 1931 році. Фройд був його гостем під час кількох візитів до Берліна, і санаторій протягом п'яти років грав інноваційну роль у клінічних розробках.
У 1929 році він одружився зі своєю другою дружиною Гертою Брюггеманн.
Емігрував до Сполучених Штатів, щоб уникнути Гітлера в 1934 році. Він недовго перебував у психоаналітичному інституті Топеки, перш ніж оселитися в Лос-Анджелесі, де був членом-засновником Нового центру психоаналізу.

## Дослідження
Зіммель був одним з відкривачів «військових неврозів» і наголошував на ролі, яку відігравало в них суперего, і відродження забутих дитячих травм.  Він також займався новаторською роботою в галузі азартних ігор, розглядаючи їх як регресивну спробу отримати силою нарцисичні запаси .  Зіммель стверджував, що «на шляху розвитку людства азартні ігри є резервуаром для анально-садистських імпульсів, що утримуються в стані репресії», і що азартні ігри служать для задоволення "бісексуального ідеалу, який Нарцис знаходить у собі ".
Серед інших тем, що висвітлювалися в десяти статтях, опублікованих ним у 1918—1937 роках, були екранні спогади; садизм у статевих вбивць; психосоматичний захист від психозу; іпохондріаз.  Щодо останнього, він зосередився на ролі інтроектів у впливі на порушену іпоходриком частину тіла, написавши, що: «Інтроєктований батьківський замінник стає хворобливим матеріалом, який необхідно усунути, якщо пацієнт має видужати».
Зіммель також вперше провів психоаналітичне дослідження алкоголізму, розглядаючи алкогольне збудження як штучну манію.
Завдяки таким дослідженням Зіммель зіграв значну роль у забезпеченні поширення психоаналітичної теорії від окремих хвороб до культурних питань та соціальних ситуацій.  Однак, при всьому його теоретичному радикалізмі, репутація Зіммеля як аналітика була суворою та скрупульозною.

### Дослідження антисемітизму
Один із постійних внесків Зіммеля був зроблений в антології про антисемітизм 1946 р. — спільній роботі психоаналітиків та теоретиків соціальної сфери на основі внесків на симпозіум 1944 р., Що відбувся в Сан-Франциско. Іншими авторами були Теодор В. Адорно, Бернхард Берлінер, Отто Феніхель, Ельзе Френкель-Брансвік, Макс Хоркхаймер.
У власній роботі Зіммеля — «Антисемітизм і масова психопатологія» — він трактує антисемітизм на основі критичного дослідження міфу Фрейда, викладеного у книзі " Мойсей і монотеїзм" (1939). Зіммель пояснив антисемітський комплекс термінами ірраціональних імпульсів у людей та груп, спрямованих на подолання патологічних розладів. Повернення до інфантильних способів заперечення зовнішньої реальності (повернення до стадій розвитку, в яких домінує драйв смерті). В моделі Зіммеля антисемітизм виявився масовим психозом, що дало змогу людині компенсувати психологічний дефіцит таким чином, щоб залишатися соціально інтегрованим і відносно цілим психологічно: «Політ у масовий психоз — це не лише втеча від реальності, а й від індивідуального божевілля».

## Документи
Документи Зіммеля зберігаються в бібліотеці Нового центру психоаналізу в Лос-Анджелесі.

## Праці
- Kriegs-Neurosen und «Psychisches Trauma» , Мюнхен і Лейпциг: Отто Немніх, 1918.
- «Про психоаналіз воєнного неврозу», 1919 р. Передруковано у Ернста Зіммеля, Карла Абрахама, Шандора Ференці та Ернеста Джонса, Про психоаналіз та воєнні неврози . Лондон: Міжнародна психоаналітична преса., 1921.
- 'Психоаналіз і маси', 1919 рік.
- 'Über die Psychogenese von Organstörungen und ihre psychoanalytische Behandlung'. У звіті про шостий загальний медичний конгрес з психотерапії (с. 56-65; 251—260). Лейпциг: Гірцель, 1931 рік
- «Психоаналітичний санаторій та психоаналітичний рух». Вісник клініки Меннінгера 1 (1937) 133—143.
- «Самозбереження та інстинкт смерті». Психоаналітичний квартал 13 (1944), 160—185.
- (ред.) Антисемітизм: соціальна хвороба . Нью-Йорк: Міжнародна університетська преса, 1946.
- Psychoanalyse und ihre Anwendungen . Франкфурт-на-Майні: С. Фішер, 1993